# Interstadial
Interstadiale sind kurzzeitige (relative) Warmperioden zwischen Stadialen (Eisvorstößen) innerhalb eines Glazials (Kaltzeit mit starker Vergletscherung).
Am besten rekonstruieren lassen sich die Stadiale und Interstadiale des letzten Glazials (Würm- bzw. Weichselglazial), da ihre geologischen Spuren besser erhalten sind als die vorheriger Vereisungen. Innerhalb des Würm-/Weichsel-Glazialkomplexes werden zahlreiche Stadiale und Interstadiale unterschieden.
Zum Beispiel folgen einander Ältere Dryas (Stadial), Allerød-Interstadial und Jüngere Dryas (Stadial). Nach diesem letzten Stadial des Würm-/ Weichsel-Glazialkomplexes beginnt das Interglazial des Holozäns, in dem wir heute leben. 